# Das Fräulein
Das Fräulein (Das Fräulein) è un film del 2006 diretto da Andrea Staka.

## Riconoscimenti
- Pardo d'Oro 2006 al Festival del cinema di Locarno